# 貝萊德世界礦業基金
| 成立日期      | 1993年12月15日       |
| 基金規模      | 179.715億美元        |
| 基金經理人    | 韓艾飛（Evy Hambro） |
| 主要計價幣別  | 美元、歐元           |
| Bloomberg代號 | MIGWMFA LX           |

貝萊德世界礦業基金（BlackRock World Mining Fund，LSE：BRWM），是貝萊德集團旗下知名的基金之一，成立於1997年3月24日，原名美林世界礦業基金，後美林旗下基金轉手於貝萊德集團，故改為現名。它是唯一榮獲晨星（Morningstar）質化評級最高評等「卓越(Elite)」肯定的礦業基金，簡稱為世礦或世礦基金。
此基金提供投資礦業產業的機會。世礦基金專注投資在全球的多元化金屬、銅礦、鋁礦與金礦等礦業類股，是全球規模最大的礦業基金，目前所管理的金額達179.715億美元。

## 管理團隊
貝萊德世礦基金經理人為韓艾飛（Evy Hambro），貝萊德世礦於1993年3月成立，一直由韓艾飛負責操盤。韓艾飛從基金成立日以來即操作此檔基金，也賦予基金一致性（Consistency）的表現。
韓艾飛協助成立貝萊德天然資源團隊，這是該集團具最多資源的團隊之一，至2011年1月共有16位投資專業人才。韓艾飛另外也擔任相關黃金與礦業的投資組合決策，研究貴金屬與礦業股票是他整體事業中最專注的領域，也有專業表現。
韓艾飛在考量原物料價格與個別礦業公司前景過程中擁有充分掌握度，且相當重視與公司管理階層的會面。從經理人的長期投資方式，以及過往專注大型、高流動企業的選股策略，被認為擁有能力管理規模如此的大型基金。

## 主要持股
| 公司                                        | 比重 |
| 力拓（Rio Tinto）                           | 9.8% |
| 必和必拓（BHP Billiton）                    | 8.7% |
| 加拿大泰克資源（Teck Resources）            | 6.4% |
| 費利浦·麥克莫蘭銅金公司（Freeport-McMoRan） | 5.8% |
| 淡水河谷（Vale）                            | 5.4% |
| 瑞士斯特拉塔（Xstrata）                     | 4.6% |
| 澳洲紐克雷斯特（Newcrest Mining）           | 4.5% |
| 英美集團（Anglo American）                  | 3.9% |
| 南非因帕拉（Impala）                        | 3.7% |
| 第一量子礦業（First Quantum Minerals）      | 3.4% |

截至2011年4月底，世礦基金持有十大股票為力拓（Rio Tinto）、必和必拓（BHP Billiton）、加拿大泰克資源（Teck Resources）、費利浦·麥克莫蘭銅金公司（Freeport-McMoRan Copper & Gold Inc．）、淡水河谷（Vale）、瑞士斯特拉塔（Xstrata）、澳洲紐克雷斯特（Newcrest Mining）、英美集團（Anglo American）、南非的因帕拉（Impala）、第一量子礦業（First Quantum Minerals）。
其中，自由港麥克莫倫銅金礦公司及First Quantum Minerals為生商銅及黃金的礦業公司，Newcrest Mining為據點在澳洲以生產黃金為主的公司，因帕拉（Impala）為南非的白金礦業公司，其餘則為生產多元化金屬的礦業公司。

## 投資策略
原物料價格與企業評估是管理團隊在選擇投資標的上重要的評估過程。分析團隊找出各種原物料價格的推升因素，以進而預期未來價格趨勢，作為研究相關企業的主要參考。分析過程包括市場供給與需求，以及日漸具影響力的投資人需求。
由下而上（bottom-up）的公司研究模式是分析過程中的關鍵，團隊成員每年拜訪超過1000家公司，相信好管理是公司致勝關鍵。由上而下（top-down）覆蓋分析法則納入政治風險因素。
世礦基金投資共涵蓋3大層面，包括持股較大的部位，例如持股部位占總資產達5%到10%的標的，必須具備高流動性；2%到5%的投資部位，通常是單一金屬生產商或單一國家，至於股票流動性相對較低的標的，通常持股部位都低於2%。

## 外部連結
- 貝萊德- 中文官方網頁
- （页面存档备份，存于）-中文官方網頁
- StockQ （页面存档备份，存于）-基金淨值頁
- FundDJ基智網 （页面存档备份，存于）-貝萊德世礦討論區
- webzz （页面存档备份，存于）- 貝萊德世界礦業基金波動分析頁